# عثمان بن أبي العلاء
أبو سعيد عثمان بن أبي العلاء (توفي عام 1330) أمير مريني قاد تمردًا فاشلاً بهدف الاستيلاء على العرش، ووفر إلى إمارة بني نصر بغرناطة. وهناك شغل منصب شيخ الغزاة في غرناطة، وأصبح أحد أهم الشخصيات السياسية في المملكة النصرية.
ينحدر من فرع من سلالة المرينيين، ودخل خدمة بني نصر في عهد محمد الثالث بعد تمرد فاشل ضد السلطان أبي يعقوب يوسف الناصر. تولى قيادة متطوعي الغزاة في مدينة مالقة. عندما دخل محمد الثالث في صراع مع أبي يعقوب يوسف على سبتة، تحالف عثمان مع غرناطة، وغزا جزءًا من المغرب وأعلن نفسه سلطانًا. هُزم في نهاية المطاف عام 1309 على يد أبي الربيع سليمان المريني، حفيد أبي يعقوب الذي أصبح سلطانًا منذ 1308.
عاد بعد ذلك إلى غرناطة، حيث ساعد في إغاثة ألمرية ضد حصار أراغون عام 1309. لعب هو والمتطوعون تحت قيادته دورًا مهمًا في الإطاحة بالأمير نصر لصالح ابن أخيه إسماعيل الأول. في عهد إسماعيل، أصبح شيخ الغزاة، وانتصر على جيش قشتالة في معركة سييرا إلفيرا عام 1319. واستمرت قوته في النمو، مما أدى إلى حسد الوزراء الآخرين في الإمارة، بما في ذلك الوزير محمد بن المحروق. وتصاعد الصراع بين عثمان وابن المحروق إلى حرب أهلية انتهت باغتيال ابن المحروق بأمر من السلطان محمد الرابع واحتفاظ عثمان بسلطته السابقة. خسر معركة ضد قشتالة في معركة طيبة عام 1330، وتوفي في نفس العام في مالقة.